# Karl-Heinrich Jakob
Karl-Heinrich Jakob (* 1924 in Bochum; † 20. November 2012) war ein deutscher Funktionär in der Bergbauindustrie. Er war zuletzt Hauptgeschäftsführer der Wirtschaftsvereinigung Bergbau.

## Leben
Karl-Heinrich Jakob besuchte die Schule in Bochum-Harpen und Langendreer. 1942 bestand er dort das Abitur. Nach dem Zweiten Weltkrieg nahm er 1946 das Studium des Bergfachs an der Bergakademie Clausthal auf, das er 1951 mit dem Diplom-Examen summa cum laude abschloss. Während seines Studiums wurde er Mitglied des Bergakademischen Vereins, aus dem heraus im November 1950 das Corps Montania rekonstituiert wurde.
Nach seiner Referendarzeit wurde Jakob 1954 zum Bergassessor ernannt. 1954 nahm er bei der Bochumer Bergbau AG auf der Schachtanlage Friedlicher Nachbar als Fahr- und Obersteiger seine berufliche Tätigkeit auf. Bereits im folgenden Jahr wechselte er als Wirtschaftsingenieur zur Hamborner Bergbau AG, wo er zugleich als technischer Hilfsarbeiter des Vorstandes fungierte. 1957 wurde er Betriebsdirektor der Harpener Bergbau AG für die Zechengruppe Dorstfeld-Oespel, deren Leitung er 1960 als Bergwerksdirektor übernahm. 1962 kam er zur Zechengruppe Robert Müser der Harpener Bergbau AG. Am 1. Juni 1966 wurde Jakob zum Geschäftsführer des Unternehmensverbandes Ruhrbergbau berufen. Schwerpunkt seiner Tätigkeit war die Tarif- und Sozialpolitik. Er übernahm ferner die Leitung der Bergbauabteilung beim Bundesbeauftragten für den Steinkohlenbergbau und deren Gebiete. Ab 1970 war er daneben auch Hauptgeschäftsführer im Gesamtverband Steinkohle. Ab 1981 leitete er beide Verbände als geschäftsführendes Vorstandsmitglied und ab 1983 als Hauptgeschäftsführer der Wirtschaftsvereinigung Bergbau in Bonn. 1990 trat er in den Ruhestand.
Karl-Heinrich Jakob war langjähriger Vorsitzender des Vereins von Freunden der Bergakademie Clausthal. Für sein Engagement zeichnete ihn die Bergakademie 1984 mit der Ehrenbürgerwürde aus.